# Жуков, Александр Илларионович
Александр Илларионович Жуков (10 сентября 1912 год, Юзовка — март 2003 год, Киев) — украинский советский государственный деятель, организатор производства, металлург, директор Макеевского металлургического завода имени Кирова, Сталинская область, Украинская ССР. Герой Социалистического Труда (1958). Член ЦК КПУ (1966—1971).

## Биография
Родился 10 сентября 1912 года в рабочей семье в Юзовке (сегодня — Донецк). В 1935 году окончил институт.
С 1935 года — мастер, инженер-прокатчик Макеевского металлургического завода имени Кирова Сталинской области. В 1941 году был эвакуирован в город Сталинской (ныне — Новокузнецк), где работал инженером Кузнецкого металлургического завода.
В 1944 году вступил в ВКП(б).
После войны вернулся на Макеевский металлургический завод имени Кирова. Работал инженером, заместителем главного инженера завода.
В 1956—1968 годах — директор Макеевского металлургического завода имени Кирова Сталинской (Донецкой) области.
Указом Президиума Верховного Совета СССР от 19 июля 1958 года удостоен звания Героя Социалистического Труда за «выдающиеся успехи в деле развития чёрной металлургии» с вручением ордена Ленина и золотой медали «Серп и Молот» (9292). Этим же указом званием Героя Социалистического Труда были награждены мастер доменного цеха Дмитрий Васильевич Лунин и мастер прокатного цеха Иван Ильич Хотенков. 
В 1968—1987 годах — заместитель председателя Государственной плановой комиссии (Госплана) Украинской ССР.
После выхода на пенсию проживал в Киеве. Скончался в марте 2003 года. Похоронен на Байковом кладбище.

## Награды
- Герой Социалистического Труда — указом Президиума Верховного Совета СССР от 19 июля 1958 года
- Орден Ленина
- Заслуженный металлург Украинской ССР
- Почётная грамота Кабинета министров Украины